# Власов, Игорь Александрович
Игорь Александрович Власов (род. 28 декабря 1974, Тольятти, Самарская область, РСФСР, СССР) — российский боксёр, член Сборной команды России по боксу с 1997—2004 гг. , Участник игр Доброй Воли 1998 г.(Нью Йорк, США), Бронзовый призёр Кубка Европы по боксу 1998 г. (Афины, Греция), Победитель Кубка России по боксу 1999 г., Победитель Чемпионата России по боксу 2000 г. (Самара, Россия), Серебряный призёр Кубка Мира среди нефтяных стран 2001 г. (Нижневартовск, Россия),
Серебряный призёр Кубка СНГ по боксу 2003 г.(Алматы, Казахстан), Многократный Победитель Международных турниров по боксу класса «А». Мастер Спорта Международного Класса России.

## Любительская карьера
Игорь Власов начал заниматься боксом в 8 лет под руководством отца и тренера Власова Александра Михайловича (род. 15 ноября 1947 г., тренер высшей квалификационной категории, основатель Школа бокса имени МСМК Игоря Власова, награждён Почетной грамотой Министерства Образования и Науки РФ 2008 г.). С 1993 года по 1995 год Игорь проходил срочную службу в Войсковой части ЦСКА ВВС (г. Самара), получил звание Старший прапорщик и продолжил военную службу в Российской Армии до 2006 года. С 1997 года по 2004 год входил в состав Сборной команды России по боксу вместе с Олегом Саитовым, Александром Лебзяком, Александром Поветкиным, Алексеем Лезиным и другими известными спортсменами. В 1998 году участвовал в Играх Доброй Воли в Нью Йорке (США) в весовой категории свыше 91 кг., потерпел поражение от Алексиса Рубалькаба, в этом же году стал Бронзовым призёром Кубка Европы по боксу, также с 1998 по 2000 годы становился Победитель Чемпионата по боксу среди Вооруженных Сил России. Становился Победителем Кубка России по боксу в 1999 году и Победителем Чемпионата России по боксу 2000 году. В 2001 году стал Серебряным призёром Кубка мира среди нефтяных стран, уступив в финале своему партнеру по Сборной команде России по боксу Александру Поветкину и в 2003 году Серебряным призёром Кубка СНГ по боксу.
За все время на любительском ринге становился Многократным Победителем международных турниров класса «А», таких как:
- 1998 г. — МЕЖДУНАРОДНЫЙ ТУРНИР ПО БОКСУ ПАМЯТИ М-С. И. УМАХАНОВА (МАХАЧКАЛА, ДАГЕСТАН);
- 1998 г. — МЕЖДУНАРОДНЫЙ ТУРНИР ПО БОКСУ(ХЕЛЬСИНКИ, ФИНЛЯНДИЯ);
- 1999 г. — КУБОК ЧЕРНОГО МОРЯ (СЕВАСТОПОЛЬ, УКРАИНА)[9];
- 1997 — 2000 гг. — МЕЖДУНАРОДНЫЙ ТУРНИР ПО БОКСУ (ВЛАДИМИР, РОССИЯ)[10]
- 2000 г. — МЕЖДУНАРОДНЫЙ ТУРНИР ПО БОКСУ (ВАРШАВА, ПОЛЬША);
- 2001 г. — МЕЖДУНАРОДНЫЙ ТУРНИР ПО БОКСУ «ЗОЛОТОЙ ПОЯС РУМЫНИИ» (БУХАРЕСТ, РУМЫНИЯ)[11];

Игорь Власов выступал в весовой категории свыше 91 кг., стойка — левосторонняя; всего на любительском ринге провел 471 бой, одержал 435 побед. Завершил карьеру в 2004 году.

## Тренерская карьера
С 2006 года Игорь Власов является тренером — преподавателем высшей квалификационной категории в СДЮСШОР № 11 «БОКС» г. Тольятти и Школа бокса имени МСМК Игоря Власова. В 2015 году совместно с МСМК России Дэви Гогия основал ТУРНИР ПО БОКСУ среди юношей среднего и старшего возраста на призы МСМК России Игоря Власова И МСМК России Дэви Гогия. В 2016 году Игорь Власов вместе с братом и тренером — преподавателем высшей квалификационной категории СДЮСШОР № 11 «БОКС» г. Тольятти и Школа бокса имени МСМК Игоря Власова  Сергеем Власовым участвовали в проекте «Здравый смысл Тольятти 2016», вели тренировки по боксу на свежем воздухе.
Игорь Власов в 2016 году награждён ГОДА" за 2015—2016 учебный год Дипломом III степени в номинации «ЛУЧШИЙ ТРЕНЕР ГОДА» за 2015—2016 учебный год и получил Благодарственное письмо от Мэрии г.о. Тольятти за особые заслуги и личный вклад в развитие физической культуры и спорта (Постановление № 707- п/1 от 11.03.2016 г.).
За свою тренерскую деятельность воспитал  двух мастеров спорта России (Роман Масалимов (2008г.), Алексей Коснов (2013г.), а также двух кандидатов в мастера спорта России ( Глеб Чеботарь (2019г.), Рафис Гилязтдинов (2022г.)).